# Arthur Dénouveaux
Arthur Dénouveaux, né le 18 janvier 1986 dans le 14e arrondissement de Paris, est un essayiste, dirigeant d’association et dirigeant d’entreprise français.
Polytechnicien, il est connu du grand public pour son rôle de porte-parole des victimes d’attentats, notamment lors du procès des attentats du 13 novembre 2015, et ses prises de position en faveur du rapatriement des enfants français retenus dans les camps du Nord de la Syrie.
Il est président de l’association Life for Paris et directeur de cabinet & directeur pilotage de la transformation au sein du groupe mutualiste Covéa.

## Biographie

### Formation
Il est le fils d’un agent de la Banque de France et d’une mère au foyer, tous deux diplômés de Sciences Po Paris, et grandit dans le 14e arrondissement de Paris.
À 19 ans, il est reçu à l’École Normale Supérieure de la rue d’Ulm et à l’École Polytechnique qu’il intègre en 2005. Il rejoint ensuite l’ENSAE et l’Université Paris Dauphine.

### Carrière professionnelle
Arthur Dénouveaux commence sa carrière à la Société Générale. En 2016, il co-fonde Machina Capital dont il est le directeur général. Cette société de gestion reçoit le label Finance Innovation en 2017.
En 2021, il rejoint le comité de direction de MMA (Groupe Covéa) en tant que directeur études et innovation. Plus tard la même année, il devient en outre directeur affinitaire et partenariats de Covéa Affinity.
En janvier 2023, il devient directeur de cabinet du directeur général assurances France de Covéa, ainsi que son directeur pilotage de la transformation.
Il fait partie du comité d’investissement de la société d’investissement à impact de la famille Decaux, Terre & Fils Investissement.

### Vie privée
Arthur Dénouveaux est marié et père de trois enfants.

## Attentats du 13 novembre 2015
Le 13 novembre 2015, Arthur Dénouveaux se trouve dans la fosse de la salle du Bataclan dont il parviendra à s’enfuir par l’une des issues de secours. Dans sa fuite il prend en charge les membres du groupe Eagles of Death Metal qui étaient sur scène ce soir-là. Le chanteur du groupe, Jesse Hughes, racontera la scène lors du procès des attentats du 13 novembre 2015 : « Un ange nommé du nom d’Arthur nous a mis dans un taxi et envoyés au commissariat. »
À la suite de cet attentat, Arthur sera interviewé par Rock & Folk dans le cadre de la rubrique "Mes disques à moi", interview au cours de laquelle il évoquera son activité de patron de label musical.

### Association Life for Paris
Arthur Dénouveaux fait partie des fondateurs de l’association Life for Paris en 2016, association dont il sera vice-président avant d’en devenir président en 2017.
En tant que président de l’association, il aura à gérer le cas de plusieurs fausses victimes. Le sujet d'une des fausses victimes est d'ailleurs source d'un livre "La Mythomane du Bataclan" d'Alexandre Kauffmann publié en 2021, et d'une série "Une amie dévouée" qui en est librement inspirée, diffusée à partir de septembre 2024 sur Max (anciennement HBO Max), avec notamment Laure Calamy dans le premier rôle et Arieh Worthalter dans le rôle de "Léon" le président de l'association d'aide aux victimes,.

### Procès des attentats du 13 novembre 2015
Il est identifié parmi les grands acteurs du procès avant même son ouverture, ce qui donnera lieu à une couverture médiatique importante en France et à l’étranger avec notamment des portraits dans Le Monde, Libération, le Nouvel Obs, Ouest France , France Inter et de Volkskrant aux Pays-Bas.
Son témoignage devant la cour d’assises spécialement composée a lieu le 28 octobre 2021. Le New York Times en tirera sa citation du jour du 14 novembre 2021, et le réquisitoire final du procès reprendra sa formule : « Le terrorisme, c’est la tranquillité impossible. ». Son témoignage commence par la diffusion d’une vidéo prise depuis la fosse au début du concert et, à sa demande, la Cour fera également diffuser à cette occasion pour la première fois un extrait sonore de l’attaque. Il a demandé que des images de la tuerie du Bataclan soient projetées au procès et aura gain de cause plusieurs mois plus tard.
Il tirera deux livres de son expérience au procès, un journal de bord avec un avocat de la défense et une journaliste, mais également un livre avec une journaliste aquarelliste et un magistrat,.

### Prises de position et analyses
Arthur Dénouveaux a pris position en 2022 dans une tribune dans le Monde pour le rapatriement des enfants français retenus dans des camps dans le nord de la Syrie. Il les qualifie de victimes du terrorisme[source insuffisante]. Il a pris position en faveur des cours d’assises spécialement composées en matière de terrorisme[source insuffisante] et milite également pour une meilleure prise de conscience du danger terroriste par les politiques, coupables selon lui de ne traiter que les symptômes du terrorisme et pas ses causes[source insuffisante].
Le soir du 13 novembre 2021, lors de la campagne présidentielle, le candidat Eric Zemmour se rend très brièvement devant le Bataclan pour y faire une déclaration politique. Arthur Dénouveaux commente sur Twitter en qualifiant le polémiste de « Profanateur de sépulture. », terme largement repris par la presse française et internationale.
Dans une tribune dans le Monde et une intervention dans Charlie Hebdo, Arthur Dénouveaux regrette la « mithridatisation » des esprits et plaide pour un complément d'approche dans la lutte contre le terrorisme en France. Au-delà des mesures sécuritaires, il propose donc le lancement d'un "Grenelle de l'anti-terrorisme" visant à décloisonner les savoirs pour permettre une lutte en amont sur la radicalisation des Français par des Français sur le territoire national.

## Décorations
En décembre 2019 sur le contingent du Premier Ministre Édouard Philippe, Arthur Dénouveaux a été fait chevalier dans l’Ordre national du Mérite (France). Il est également décoré de la Médaille nationale de reconnaissance aux victimes du terrorisme.

## Prix
Le 6 octobre 2022, Arthur Dénouveaux a été élu « Jeune Manager de l’Année » aux 21èmes trophées de l’Assurance. En 2023 il rejoint le classement Choiseul 100 de l'Institut Choiseul et fait partie des Young Leaders Franco-Britanniques promotion 2022.

## Publications

### Ouvrages
- Arthur Dénouveaux et Antoine Garapon, Victimes, et après ?, Gallimard, 7 novembre 2019, 48 p. (ISBN 978-2072887208)

- Arthur Dénouveaux et Antoine Garapon, Du choc à l'expérience, Gallimard, 26 mars 2020, 10 p. (ISBN 978-2072910487)
- Arthur Dénouveaux, Charlotte Piret et Xavier Nogueras, Et nous nous sommes parlé : Procès des attentats du 13 novembre 2015, Éditions de l'Aube, 22 septembre 2022, 232 p. (ISBN 978-2815950619)
- Noëlle Herrenschmidt, Antoine Garapon et Arthur Dénouveaux, Juger le 13-Novembre: Une réponse démocratique à la barbarie, La Martinière Groupe, 208 p. (ISBN 979-1040112709)

### Participations
- Ouvrage collectif, Tracts de crise: Un virus et des hommes, Gallimard, 4 juin 2020, 560 p. (ISBN 978-2072913013)

- Ouvrage collectif, Notre 13 novembre, Amazon, 5 décembre 2021, 81 p. (ISBN 979-8779425247)
- Guy Bensoussan, Haïm Korsia et Michel Gad Wolkowic, L'invisible de la rue Vaucouleurs: Sarah Halimi, femme juive assassinée à Paris en 2017, David Reinharc Editions, 1er mars 2023, 352 p. (ISBN 978-2493575241)

### Articles scientifiques
- (en) Rachid Guennouni Hassani, Alexis Gilles, Emmanuel Lassalle, Arthur Dénouveaux, « Predicting Stock Returns with Batched AROW », HAL Science Ouverte,‎ 9 mars 2020 (lire en ligne )

### Apparitions dans des documentaires ou œuvres de fiction
- Eagles of Death Metal : Nos amis, documentaire produit par Live Nation Entertainment réalisé par Colin Hanks pour HBO, 2017

- Pris au piège : Le Bataclan, documentaire de Frédéric Tonolli et David Fritz Goeppinger, RMC Story, 13 novembre 2020
- Alexandre Kauffmann, La mythomane du Bataclan, Éditions Goutte d'Or, 6 mai 2021, 280 p. (ISBN 979-1096906284)
- 13 novembre, l'audience est ouverte, de Vincent Nouzille et Théo Ivanez pour France Télévisions, 2021
- 13 novembre: trois voix pour un procès, podcast de Charlotte Piret pour France Inter, 2022
- Emmanuel Carrère, V13 P.O.L, août 2022  (ISBN 978-2-8180-5606-6)
- 13 novembre, l’audience est levée, documentaire produit par Kuiv Productions, France Télévisions, Procirep-Angoa et le CNC, réalisé par Jean-Baptiste Péretié pour France Télévisions, 12 novembre 2023